# Georg Kroschel
Georg Kroschel (* 6. September 1904 in Berlin; † 11. Juli 1969 in Havixbeck) war ein deutscher Radrennfahrer.

## Sportliche Laufbahn
Zunächst war Kroschel als Amateur in den Vereinen RC Pfeil Charlottenburg und RC Armius Friedrichshagen im Straßenradsport und im Bahnradsport aktiv, später widmete er sich zunehmend dem Bahnradsport. Kroschel fuhr mit Lothar Ehmer erfolgreich in den Amateurrennen auf der Radrennbahn am Kaiserdamm und im Sportpalast in Berlin. Die Veranstalter des Berliner Sechstagerennens, die damals Nachwuchsfahrer suchten, die möglichst auch aus Berlin kamen, machten Ehmer und Kroschel ein Angebot für das Rennen in Berlin. Von 1926 bis 1932 startete Kroschel als Berufsfahrer. Kroschel bestritt 1927 bei seinem ersten Sechstagerennen in seiner Heimatstadt das Rennen mit seinem Jugendfreund Ehmer. Beide wurden langjährige Partner im Zweier-Mannschaftsfahren und in diesem Rennen Dritte beim Sieg von Piet van Kempen und Maurice De Wolf Dritte im Berliner Sportpalast. Zuvor waren sie in ihrem Profi-Debüt in Breslau ebenfalls Dritte geworden. 1928 gewann die beiden jungen Fahrer das Rennen. Zweite wurde beide in den Sechstagerennen von Berlin und Frankfurt am Main 1929. Dazu kamen mehrere dritte Plätze.
1931 wirkte er bei den Szenen auf der Radrennbahn in der deutschen Spielfilmkomödie „Um eine Nasenlänge (1931)“ mit.

## Berufliches
1933 eröffnete Kroschel einen Gemüseladen in Berlin. 1935 übertrug er das Geschäft an seine Familie und wurde Kameramann und Aufnahmeleiter bei der UFA. Nach dem Zweiten Weltkrieg betrieb Kroschel einen Buchhandel in Berlin.